# Лусайде
Лусайде, Валькарлос (баск. Luzaide, ісп. Valcarlos, офіційна назва Luzaide/Valcarlos) — муніципалітет в Іспанії, у складі автономної спільноти Наварра. Населення — 418 осіб (2009).
Муніципалітет розташований на відстані близько 360 км на північний схід від Мадрида, 41 км на північний схід від Памплони.

## Історія
Згідно з легендою, тут мав місце останній бій героя епосу Роланда.

## Населені пункти
На території муніципалітету розташовані такі населені пункти: (дані про населення за 2009 рік)
- Асолета: 51 особа
- Гаїндола: 79 осіб
- Гайнеколета: 37 осіб
- Пекочета: 64 особи
- Лусайде/Валькарлос: 187 осіб

## Демографія
Динаміка населення (INE ):

## Галерея зображень

Розташування муніципалітету